# Dioscorea nanlaensis
Dioscorea nanlaensis là một loài thực vật có hoa trong họ Dioscoreaceae. Loài này được H.Li mô tả khoa học đầu tiên năm 1983.